# 先天太后
先天太后（？—？），益壽氏，中國周朝時期女性，為御史大夫李敬的妻子，传说是老子李耳的母亲。唐朝文明元年九月（684年），武則天改元「光宅」并追尊老子之母为「先天太后」，这位女性尊神对应的正是以母后身份临朝稱制的武后。天宝二年（742年）三月，唐玄宗下制追尊益壽氏為先天太后。